# 破裂章
引斐塔尔，意译为破裂章。是古兰经第82个苏拉。共计有19句阿亚。破裂章得名于其第一句阿亚：“当苍穹破裂的时候。”，“引斐塔尔”意为“劈开”，在这章指的是最终审判时苍穹的破裂。破裂章与黯黮、绽裂二章一起详细描述了末日的景象。

## 圣训
- 根据艾哈迈德·伊本·罕百里从阿卜杜拉·伊本·奥马尔处听闻使者穆罕默德曾说：“无论谁想见证复活日，如同用双眼亲自看到一样，就让他说：‘当太阳黯黮，当苍穹破裂。’”[1][2][3]

- 据说贾比尔曾说：“穆阿德站起来做了宵礼，礼拜的时间很长。先知说：‘你是想让人们不便吗？哦，穆阿德啊，你这是想让人不方便吗？你为什么不赞颂至高主的大名，如同在至尊章或上午章里那样呢，或者说：当苍穹破裂的时候。’”[4][5]